# 三星SGH-A177
Samsung SGH-A177是由三星電子發佈的手機。

## 外部連結
- CNET對 SGH-A177 的評價（英文）